# Груев, Илия (футболист, 2000)
И́лия Илиев Гру́ев (болг. Илия Илиев Груев; родился 6 мая 2000 года, София, Болгария) — болгаро-немецкий футболист, полузащитник клуба «Лидс Юнайтед».

## Клубная карьера
Илия Илиев Груев является воспитанником «Рот-Вайсс Эрфурта» и «Вердера». За «Вердер II» дебютировал в матче против «ГСК Ганновера». В матче против «Хайдера» оформил дубль и отдал голевую передачу. За «Вердер» дебютировал в Кубке Германии в матче против футбольного клуба «Ганновер 96». В Бундеслиге дебютировал в матче против «Аугсбурга». Свой первый гол забил в ворота «Шальке 04».

## Карьера в сборной
За сборную Болгарии до 17 и 18 лет сыграл 9 матчей, где забил 2 мяча. За сборную Болгарии до 19 лет и до 21 года сыграл 15 матчей, где забил 1 мяч. За сборную Болгарии дебютировал в матче против Гибралтара.

## Личная жизнь
Груев родился в Софии в семье профессионального футболиста Ильи Груева. Через несколько недель после его рождения семья переехала в Германию, так как его отец перешёл в «Дуйсбург». После перехода его отца в «Рот-Вайсс Эрфурт» и работе в качестве тренера молодёжного состава клуба, Груев жил и вырос в Эрфурте. Илия Илиев имеет болгарское и немецкое гражданство.

## Достижения
«Лидс Юнайтед»
- Победитель Чемпионшипа Английской футбольной лиги: 2024/25